# Plénise
Plénise är en kommun i departementet Jura i regionen Bourgogne-Franche-Comté i östra Frankrike. Kommunen ligger i kantonen Nozeroy som tillhör arrondissementet Lons-le-Saunier. År 2022 hade Plénise 63 invånare.

## Befolkningsutveckling
Antalet invånare i kommunen Plénise
Referens:INSEE